# Donici, Orhei
Donici este satul de reședință al comunei cu același nume  din raionul Orhei, Republica Moldova.
Până la 27 august 1966, satul s-a numit Bezin, dar a fost redenumit în cinstea scriitorului basarabean Alexandru Donici.

## Istorie
Satul a fost întemeiat în 1436 după ce domnii Moldovei i-au oferit lui pan Duma Uranie mai multe văi de pâraie pentru întemeierea satelor:
„Din mila lui Dumnezeu, noi, Ilie voievod, și fratele domniei noastre, Ștefan voievod, domni ai Țării Moldovei. Facem cunoscut, cu aceasta cartea noastră, tuturor celor care o vor vedea sau o vor auzi citindu-se, că această adevărată slugă și boier al nostru credincios, pan Duma Uranie, a slujit înainte răposatului tatălui nostru cu dreaptă și credincioasa slujbă și astăzi ne slujește noua drept și credincios. De aceea, noi, văzând dreapta și credincioasa lui slujbă, l-am miluit cu deosebita noastră mila și i-am dat în țara noastră, lui și fratelui său, pan Petru, un loc din pustie de cealaltă parte a Itchilului, anume Cobâlca, de la obârșie până la gura, și Bezinul, de la obârșie până la gura, și Sabolna, și Teleșeul, de la obârșie până la gura, și Peresecina, de la obârșie până la gură, câte sate vor putea să-și așeze...

...

Iar pentru mai mare întărire a tuturor celor mai sus-scrise, am poruncit slugii noastre credincioase, Oancea mare logofăt, să scrie și să atârne pecetea noastră la această carte a noastră.

La Vaslui, în anul <6944> 1436, mai 4.”

## Galerie de imagini

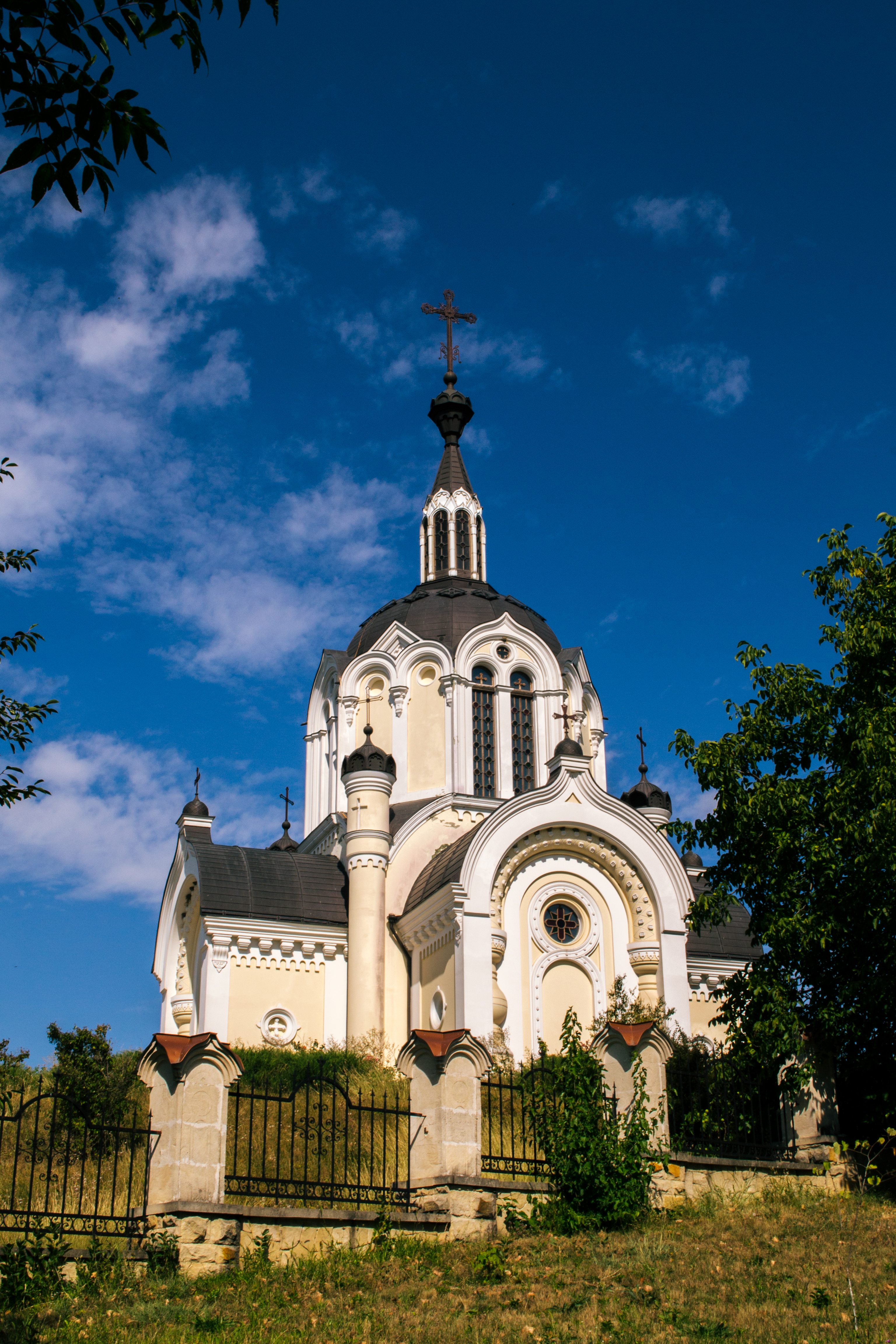
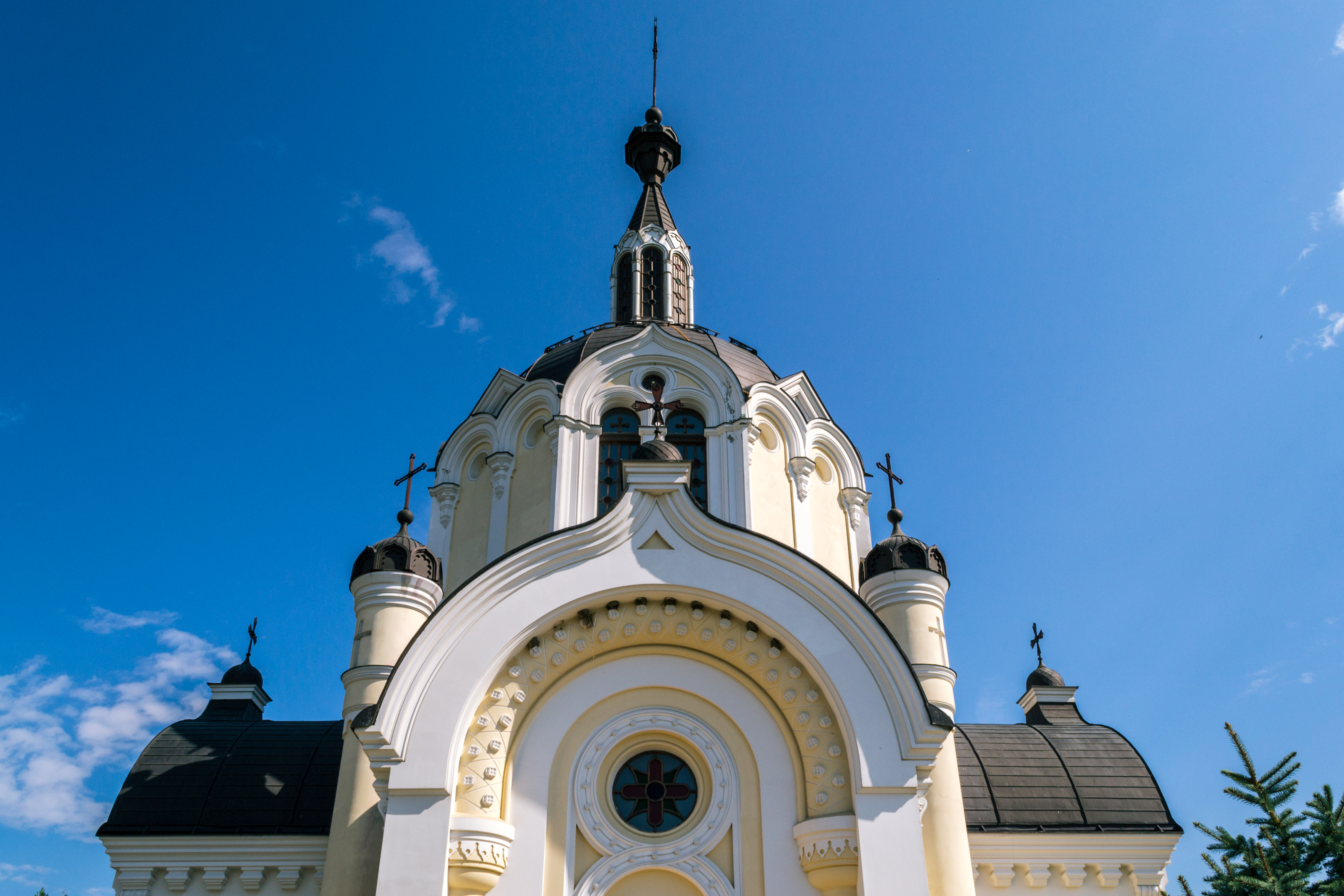
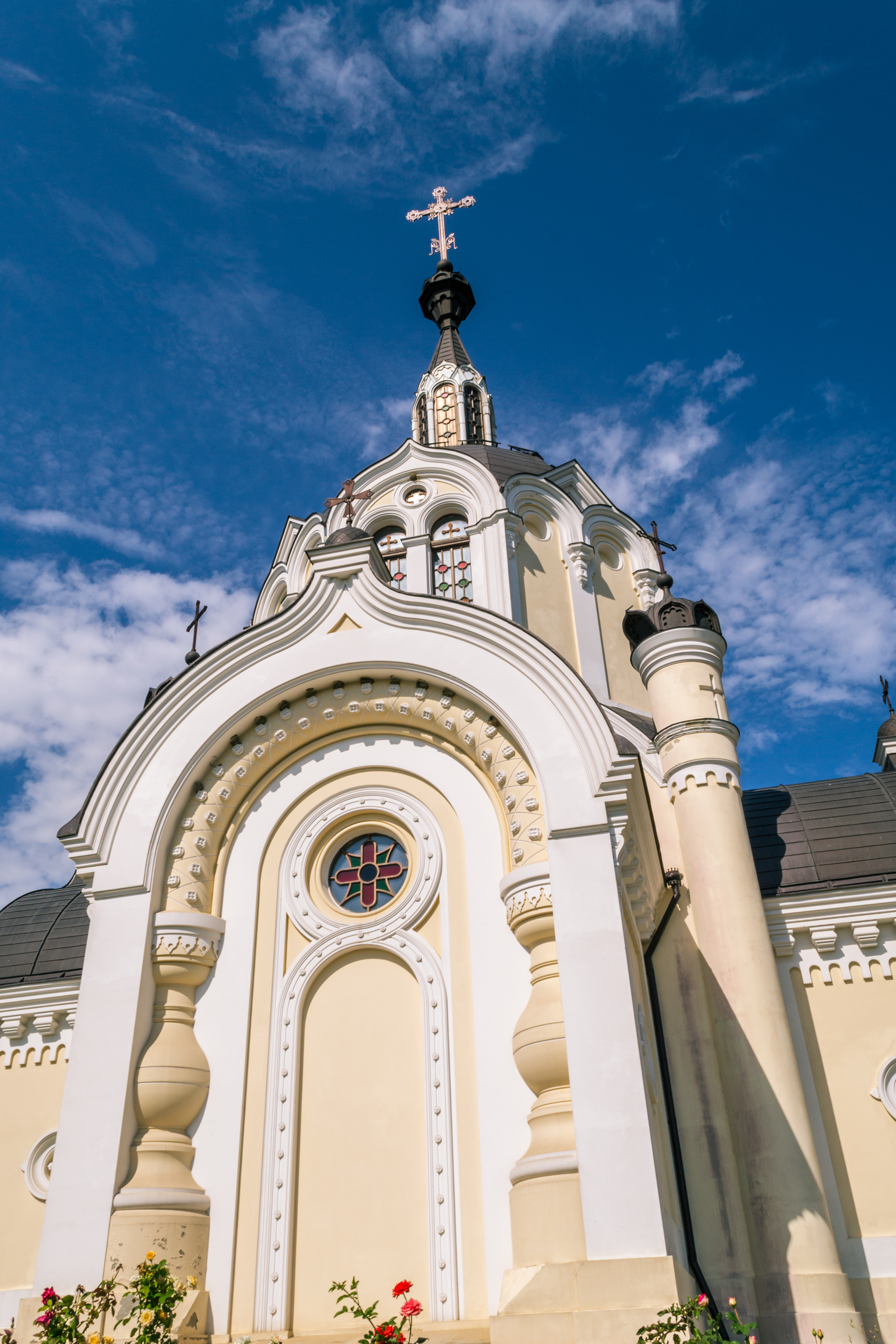
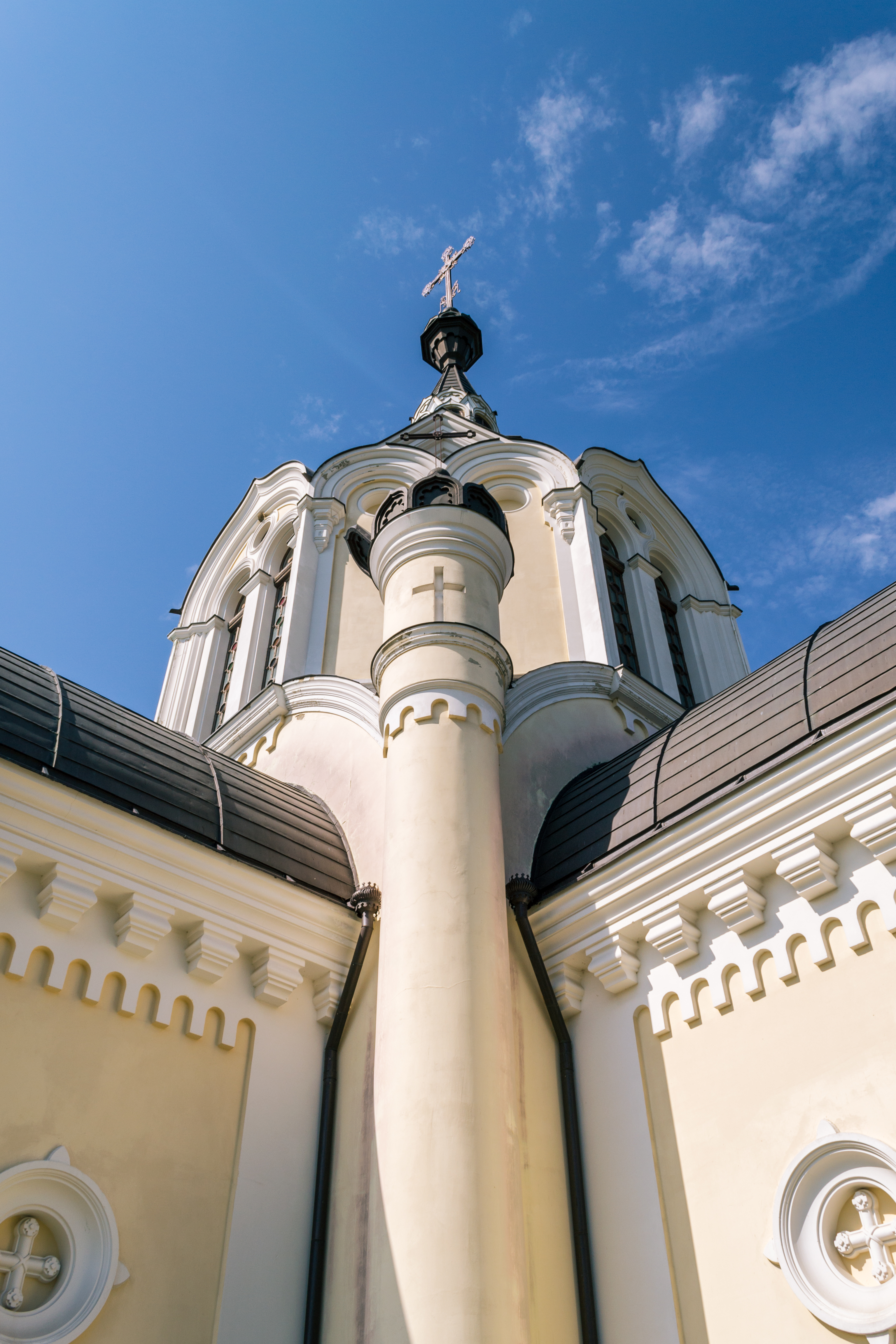
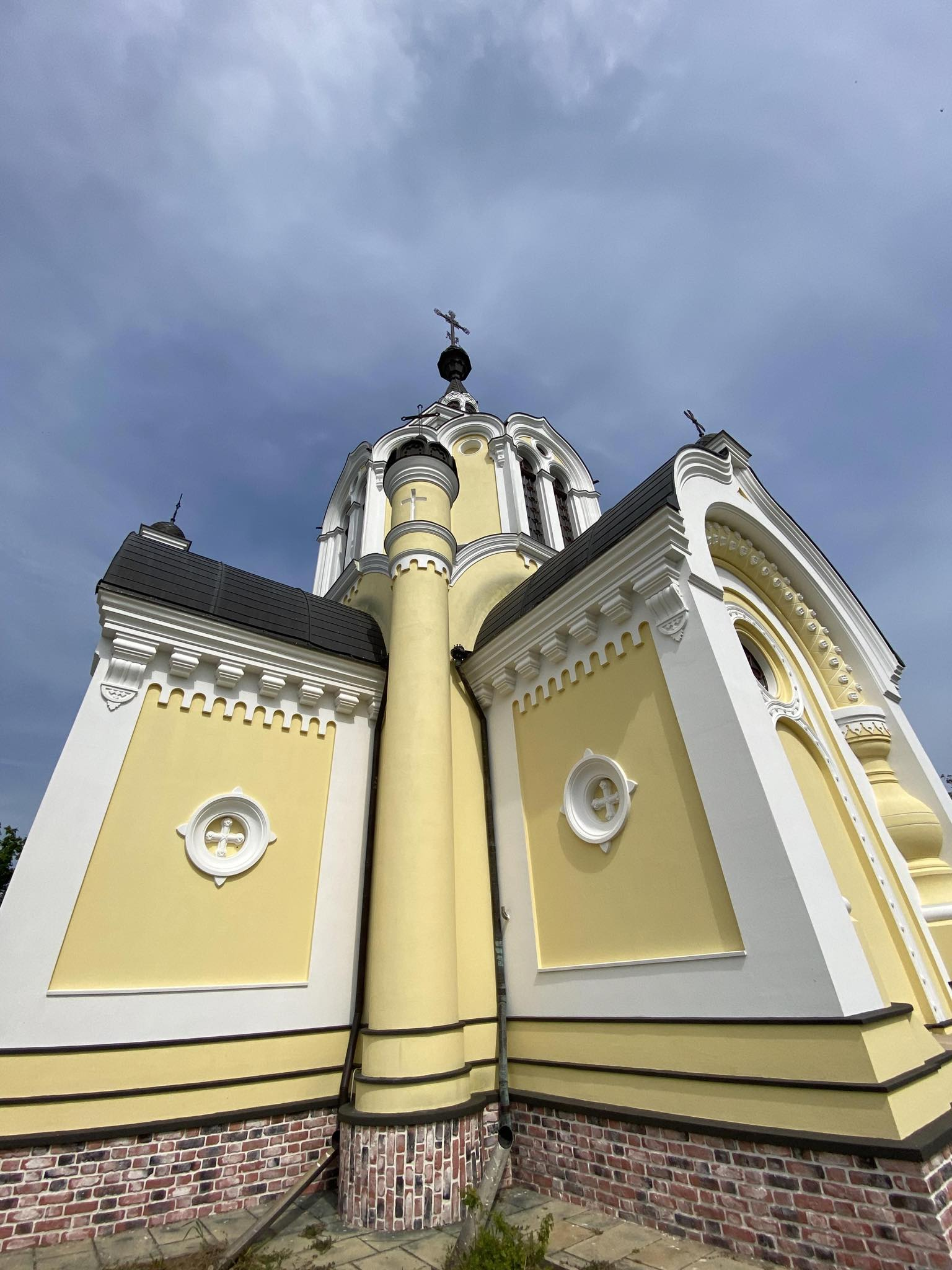

Biserica „Adormirea Maicii Domnului” din localitate, monument ocrotit de stat.
Casa-muzeu „Alexandru Donici”

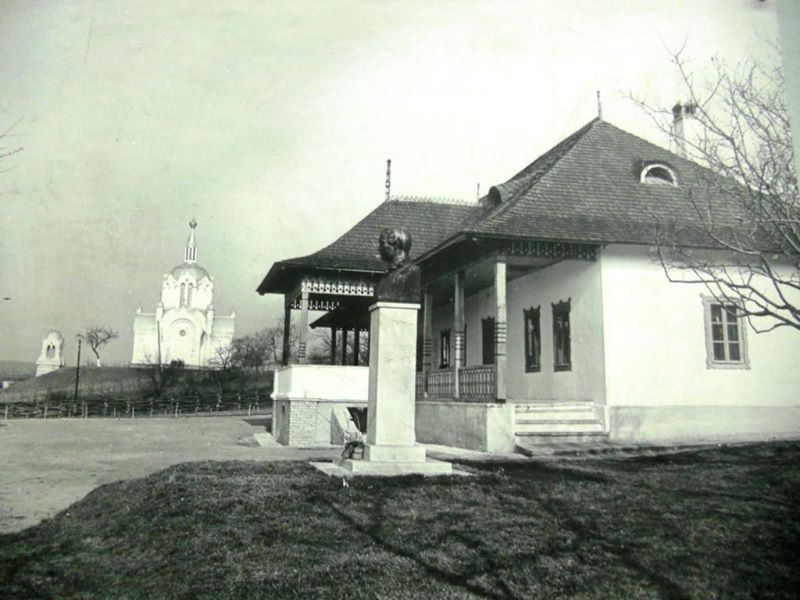
Imagine de epocă, biserica în fundal.
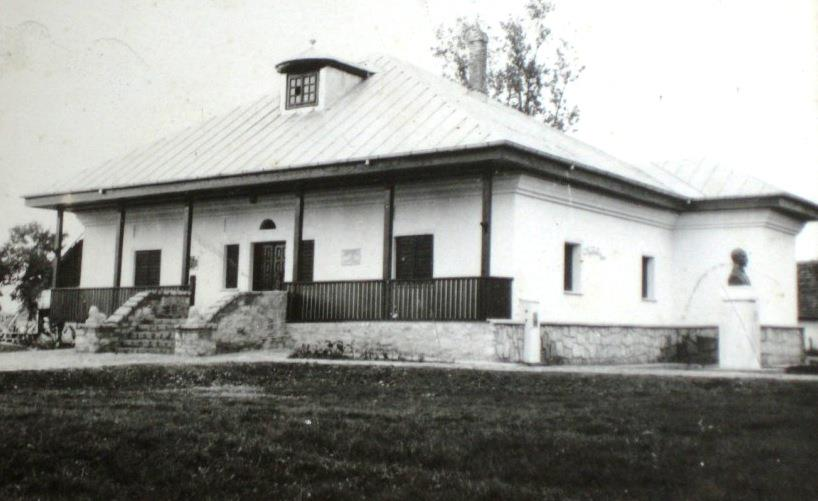
Imagine din perioada sovietică.
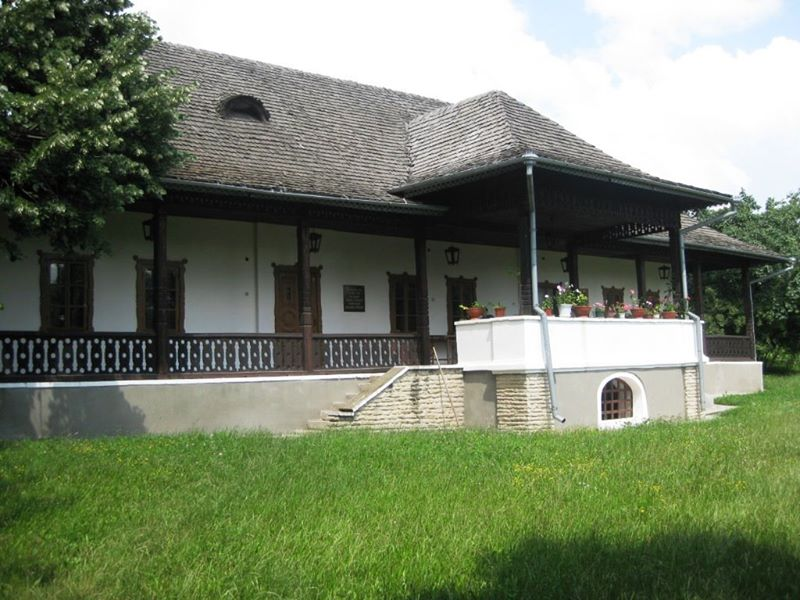
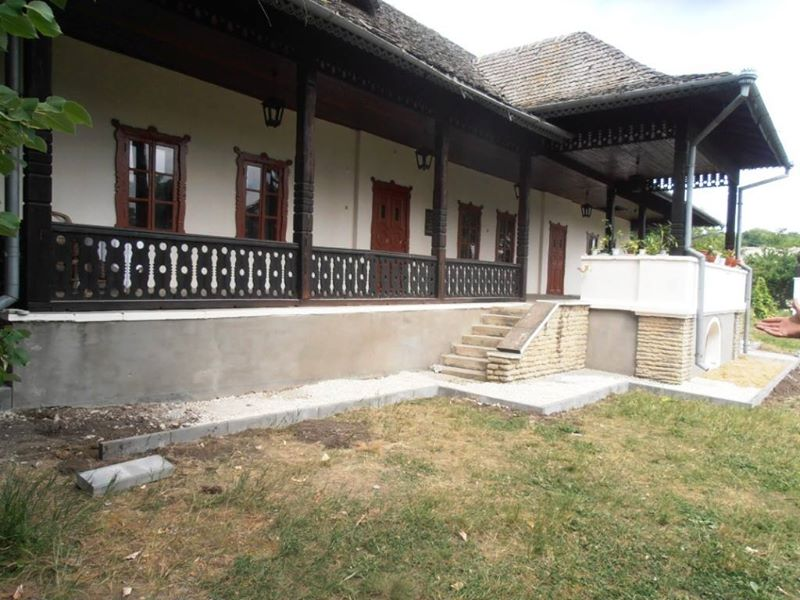
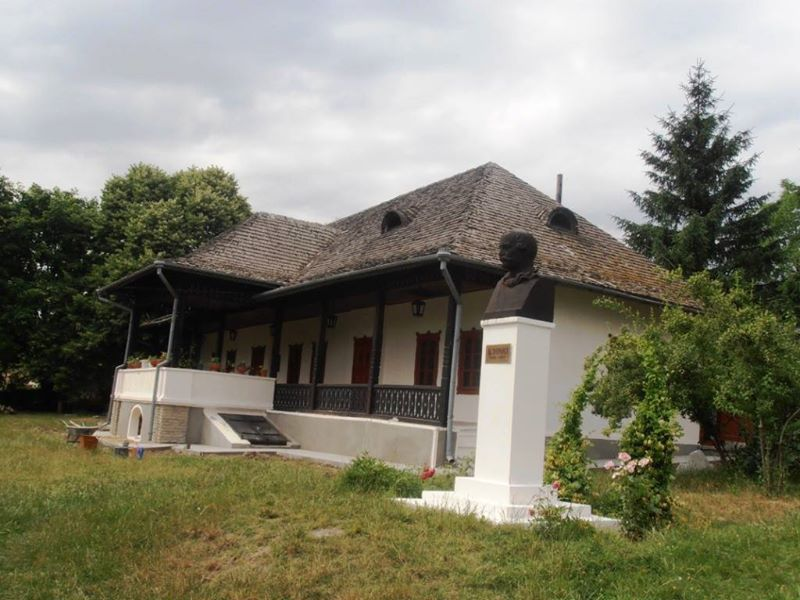
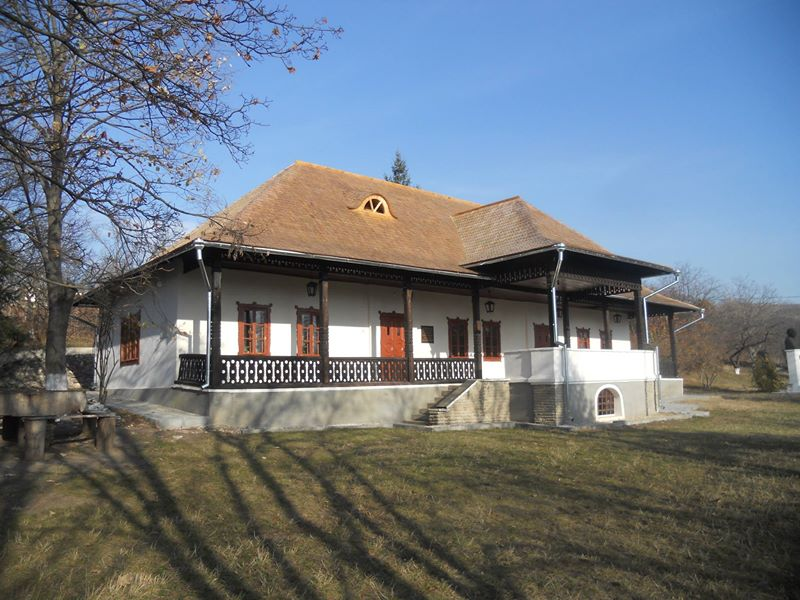

## Personalități
- Alecu Donici (1806 – 1865), poet și fabulist român basarabean;
- Filaret Cuzmin (n. 1979), episcop.